# 倫敦大學城市學院
倫敦大學城市學院（City, University of London）位于英国首都伦敦，创建于1894年，1966年获得皇家憲章并升格为大学，2016年9月1日因加入倫敦大學而由原來的倫敦城市大學（City University London）更名為現稱。倫敦大學城市學院在倫敦內有數個校區，主校區位於伊斯靈頓的北安普頓廣場。貝氏商學院是世界是少數獲得三重認證的商學院，全世界僅有100間商學院擁有三重認證的殊榮，在2020年金融時報的歐洲商學院排名中，貝氏商學院位居英國第六位、歐洲第25位。此外1852年成立的城市法學院（The City Law School）在2001年併入該大學，成為該大學最古老的組成部份，是英國首相戴卓爾夫人和托尼·布莱尔的母校 。2024年8月1日，該學院和倫敦大學聖喬治學院（St George's, University of London）整併為倫敦大學城市聖喬治學院（City St George's, University of London）。

## 學術
綜合大學排名在英國國內和國際排名處於中上，至於倫敦大學城市學院的貝氏商學院的排名是獨立於本校排名，也是全球少數獲得認證三冠王的商學院，包括Association to Advance Collegiate Schools of Business(AACSB)，the Association of MBAs(AMBA) 和 European Quality Improvement System (EQUIS) 的三重認證，全世界僅有100間商學院擁有三重認證的殊榮。金融時報的商學院排名長期居於全英頭五位。貝氏商學院在世界頂尖商學院，全球排名前十五位的商學院，在歐洲眾多商學院排名上位居前十名。其金融、精算和房地產系學科分別在不同排名上取得世界第一位。在2020年金融時報的歐洲商學院排名中，倫敦大學城市商學院位居英國第六位、歐洲第25位。
- EDUNIVERSAL BestMaster （页面存档备份，存于）排名:

1. 2018年房地產碩士(MSc in Real Estate)成為世界排名23，英國第1名。
2. 2017年在會計與審計(Accounting & Audit)分類下國際會計與財金碩士(MSc in International Accounting & Finance)排名全英國第五位。
3. 2017年在保險(Insurance)分類下保險與風險管理碩士(MSc in Insurance & Risk Management)排名世界第12名，英國第一名。
4. 2017年在行銷學分類下其行銷碩士(MSc in Marketing Strategy and Innovation)排名為全英國第6位。

工商管理碩士課程在商學院排名世界第41位，英國第7位。財務金融碩士(MSc Finance)排名世界第15位，英國第4位。 2015年QS世界大學排名將倫敦大學城市學院排在第301位。而2017年 QS 世界大學排名，貝氏商學院在會計與財金，商業與管理項目皆位於世界前51-100名。
倫敦大學城市學院的傳播學院在英國相當知名。在QS新聞傳播科系類，排名在全英國第二位。英國衛報記者Michael Hann曾將卡迪夫大學與倫敦大學城市學院的新聞科系比做“傳播界的劍橋牛津”。

## 院系
- 貝氏商學院
- 文学院，包括新闻系
- 工程和数学学院
- 保健科学学院
- 圣巴斯罗谬护理与助产学院
- 信息学院
- 法学院
- 社会科学学院

## 著名校友

### 政府、政治及社团
- 柴契爾夫人 - 前英國首相
- 托尼·布莱尔 - 前英國首相
- H·H·阿斯奎斯 - 前英國首相
- 賈瓦哈拉爾·尼赫魯 - 前印度總理
- 劉明康 - 前中國銀監會主席
- 阿里斯·斯皮利奧托普洛斯 - 前希臘旅遊部部長

## 外部連結

倫敦城市大學時期（1894年－2016年）

- City, University of London （页面存档备份，存于）
- City, University of London Students Union （页面存档备份，存于）
- Lists of Northampton Polytechnic Institute students
- List of Northampton Polytechnic Institute military personnel,1914–1918